# سيارا
ولاية سيارا واحدة من الولايات السبع والعشرين البرازيلية وتقع في شمال الشرقي من البرازيل، ويحد الولاية المحيط الاطلنطي من الشمال ومن الشمال الشرقي وريو غراندي دي نورتي وبارايبا من الشرق، ولاية بيرنامبوكو من الجنوب وولاية بياوي من الغرب.
عاصمتها مدينة فورتاليزا.
تعتمد الولاية بشكل رئيسي على تربية المواشي والسياحة.

## معرض صور

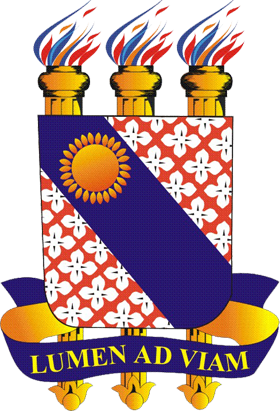
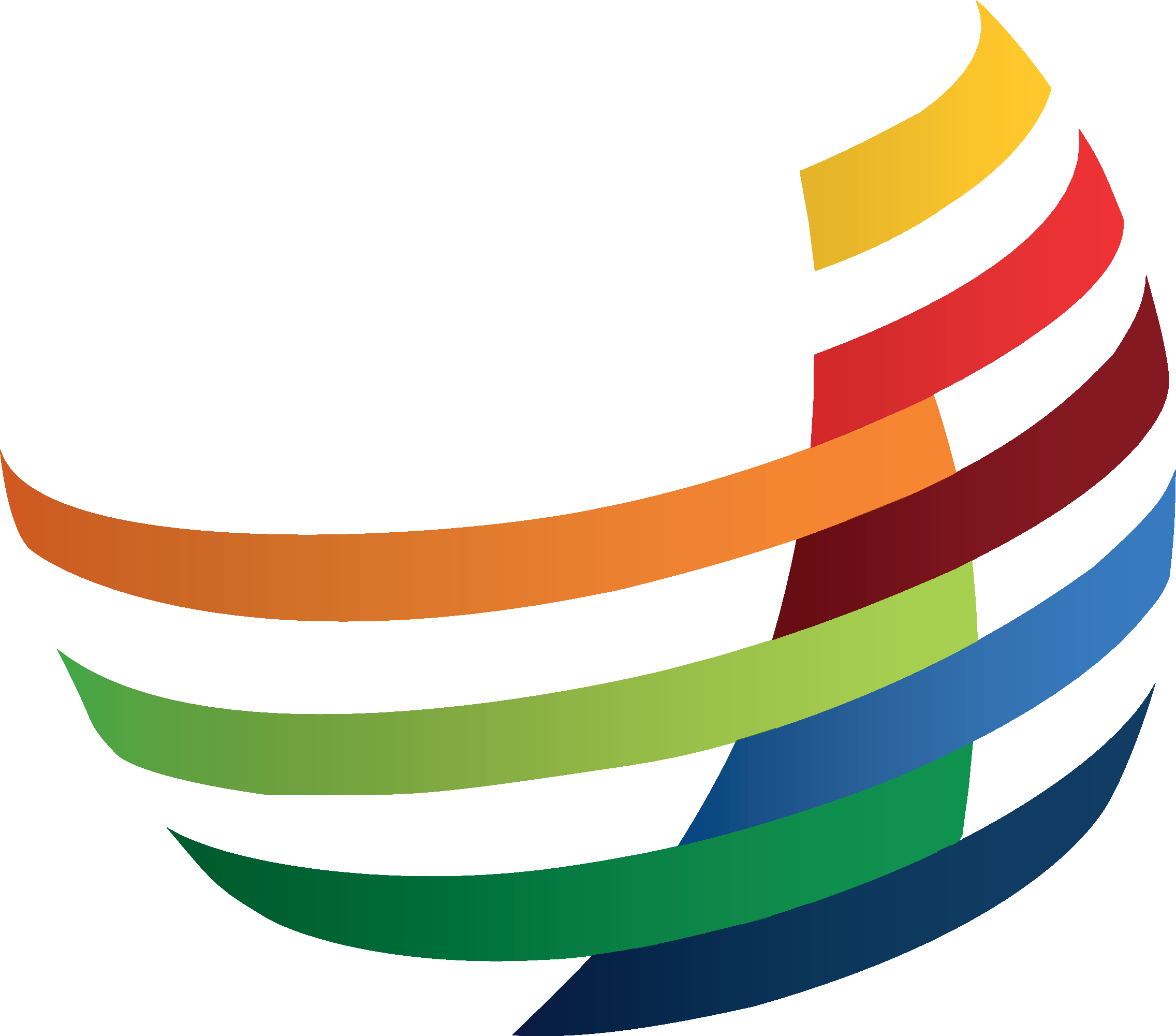

## أعلام
- دوغلاس دافيد فيرنانديز
- إسماعيل سيلفا ليما
- خوسيه ويلسون
- خوسيه فريري فالكاو
- ماريا خوسيه ألفيس